# Dołha (obwód brzeski)
Dołha (biał. Доўгая; ros. Долгая) – wieś na Białorusi, w obwodzie brzeskim, w rejonie iwacewickim, w sielsowiecie Święta Wola, przy drodze republikańskiej R6.
W dwudziestoleciu międzywojennym leżała w Polsce, w województwie poleskim, w powiecie kosowskim/iwacewickim, w gminie Święta Wola. Znajdowała się tu wówczas stacja kolejowa linii wąskotorowej Iwacewicze - Janów Poleski (obecnie nieistniejącej), będąca węzłem z linią do Telechanów.
Po II wojnie światowej w granicach Związku Sowieckiego. Od 1991 w niepodległej Białorusi.